# Miró I de Ribagorza
Miró I de Ribagorza, (a. del 913-c. 954) fue hijo de Ramón I de Ribagorza, conde de Ribagorza, a quien sucedió tras su muerte junto con su hermano Bernardo I de Ribagorza.

## Orígenes familiares
Miró era hijo de Ramón I de Ribagorza, hijo a su vez de Lope Donato y de su mujer Franquilena de Rourge quien era hija de Raimundo I de Roergue. Su madre fue la  primera mujer de Ramón I, Guinigenta de Conflent, que según el Códice de Roda era hija de Aznar Dato, descendiente de los condes de Bigorra.

## Biografía
Tras la muerte de su padre en el 920, sus condados se dividieron en dos, quedando Ribagorza para los dos mayores, Bernarndo y Miró, mientras que los dos menores, Isarno y Lope recibieron el condado de Pallars.

### Cogobierno con su hermano
Fue nombrado ya conde en el 915 por su padre aunque también aparece mencionado, aunque solo una vez como conde, en la documentación del Monasterio de Alaón, por lo que se sospecha que pese a su cogobierno con su hermano mayor, su núcleo de poder se concentraba en la parte oriental del condado, alrededor del rio de la Noguera Ribagorzana.
Posiblemente gobernó en solitario a partir del 950 ya que su hermano ya no aparece en la documentación a partir de marzo ese año y es posible que falleciera poco después, siendo sucedido tras su propia muerte por su sobrino Ramón II de Ribagorza.

## Matrimonios y descendencia
Se casó con una mujer llamada Gemona con la cual tuvo un hijo llamado Guillermo que murió antes que su padre, seguramente también alrededor del 950-60, aunque también aparece haciendo varias donaciones al monasterio de Alaón.